# Alpine (Wyoming)
Alpine é uma cidade  localizada no estado norte-americano de Wyoming, no Condado de Lincoln.

## Demografia
Segundo o censo norte-americano de 2000, a sua população era de 550 habitantes. 
Em 2006, foi estimada uma população de 789, um aumento de 239 (43.5%).

## Geografia
De acordo com o United States Census Bureau tem uma área de 
1,8 km², dos quais 1,8 km² cobertos por terra e 0,0 km² cobertos por água. Alpine localiza-se a aproximadamente 1717 m acima do nível do mar.

## Localidades na vizinhança
O diagrama seguinte representa as localidades num raio de 36 km ao redor de Alpine. 